# Varize-Vaudoncourt
Pour les articles homonymes, voir Varize et Vaudoncourt.
Varize-Vaudoncourt est une commune française située dans le département de la Moselle et le bassin de vie de la Moselle-Est, en région Grand Est.

## Géographie
La commune est située en bordure de la frontière linguistique.

### Communes limitrophes
| Condé-Northen      | Helstroff            |                           |
| Courcelles-Chaussy | Varize-Vaudoncourt   | Brouck                    |
| Maizeroy           | Servigny-lès-Raville | Bannay Bionville-sur-Nied |

### Écarts et lieux-dits
La commune est composée des localités de : Varize, Vaudoncourt, Plappecourt et Leoville (alias Leovillers).

### Hydrographie
La commune est située dans le bassin versant du Rhin au sein du bassin Rhin-Meuse. Elle est drainée par la Nied Allemande, le ruisseau de Ravenez et le ruisseau de Varize.
La Nied allemande, d'une longueur totale de 57,9 km, prend sa source dans la commune de Guenviller et se jette  dans la Nied à Condé-Northen, après avoir traversé 23 communes.

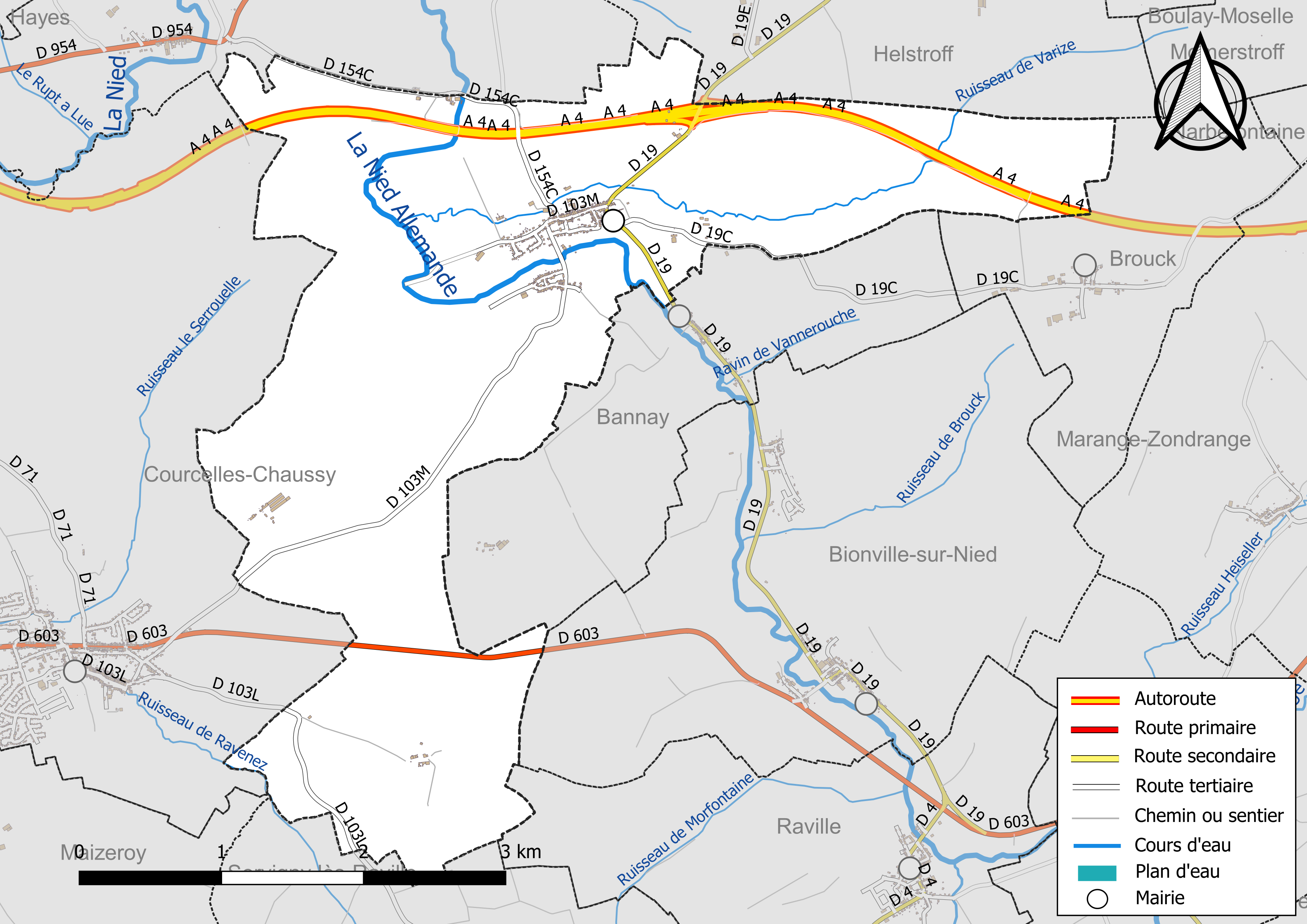
Réseaux hydrographique et routier de Varize-Vaudoncourt.

La qualité des eaux des principaux cours d’eau de la commune, notamment de la Nied Allemande, peut être consultée sur un site spécial géré par les agences de l’eau et l’Agence française pour la biodiversité.

### Climat
Pour des articles plus généraux, voir Climat du Grand Est et Climat de la Moselle.
En 2010, le climat de la commune est de type climat océanique dégradé des plaines du Centre et du Nord, selon une étude du Centre national de la recherche scientifique s'appuyant sur une série de données couvrant la période 1971-2000. En 2020, Météo-France publie une typologie des climats de la France métropolitaine dans laquelle la commune est exposée à un climat semi-continental et est dans la région climatique  Lorraine, plateau de Langres, Morvan, caractérisée par un hiver rude (1,5 °C), des vents modérés et des brouillards fréquents en automne et hiver. 
Pour la période 1971-2000, la température annuelle moyenne est de 9,7 °C, avec une amplitude thermique annuelle de 17 °C. Le cumul annuel moyen de précipitations est de 810 mm, avec 11,9 jours de précipitations en janvier et 9 jours en juillet. Pour la période 1991-2020, la température moyenne annuelle observée sur la station météorologique de Météo-France la plus proche, « Lesse_sapc », sur la commune de Lesse à 19 km à vol d'oiseau, est de 10,7 °C et le cumul annuel moyen de précipitations est de 694,0 mm. 
La température maximale relevée sur cette station est de 40 °C, atteinte le 25 juillet 2019 ; la température minimale est de −20,7 °C, atteinte le 20 décembre 2009,,. 
Les paramètres climatiques de la commune ont été estimés pour le milieu du siècle (2041-2070) selon différents scénarios d'émission de gaz à effet de serre à partir des nouvelles projections climatiques de référence DRIAS-2020. Ils sont consultables sur un site spécial publié par Météo-France en novembre 2022.

## Urbanisme

### Typologie
Au 1er janvier 2024, Varize-Vaudoncourt est catégorisée commune rurale à habitat dispersé, selon la nouvelle grille communale de densité à sept niveaux définie par l'Insee en 2022.
Elle est située hors unité urbaine. Par ailleurs la commune fait partie de l'aire d'attraction de Metz, dont elle est une commune de la couronne,. Cette aire, qui regroupe 245 communes, est catégorisée dans les aires de 200 000 à moins de 700 000 habitants,.

### Occupation des sols
L'occupation des sols de la commune, telle qu'elle ressort de la base de données européenne d’occupation biophysique des sols Corine Land Cover (CLC), est marquée par l'importance des territoires agricoles (85,8 % en 2018), une proportion identique à celle de 1990 (85,8 %). La répartition détaillée en 2018 est la suivante : 
terres arables (73,6 %), prairies (12,2 %), forêts (10,9 %), zones urbanisées (3,3 %). L'évolution de l’occupation des sols de la commune et de ses infrastructures peut être observée sur les différentes représentations cartographiques du territoire : la carte de Cassini (XVIIIe siècle), la carte d'état-major (1820-1866) et les cartes ou photos aériennes de l'IGN pour la période actuelle (1950 à aujourd'hui).

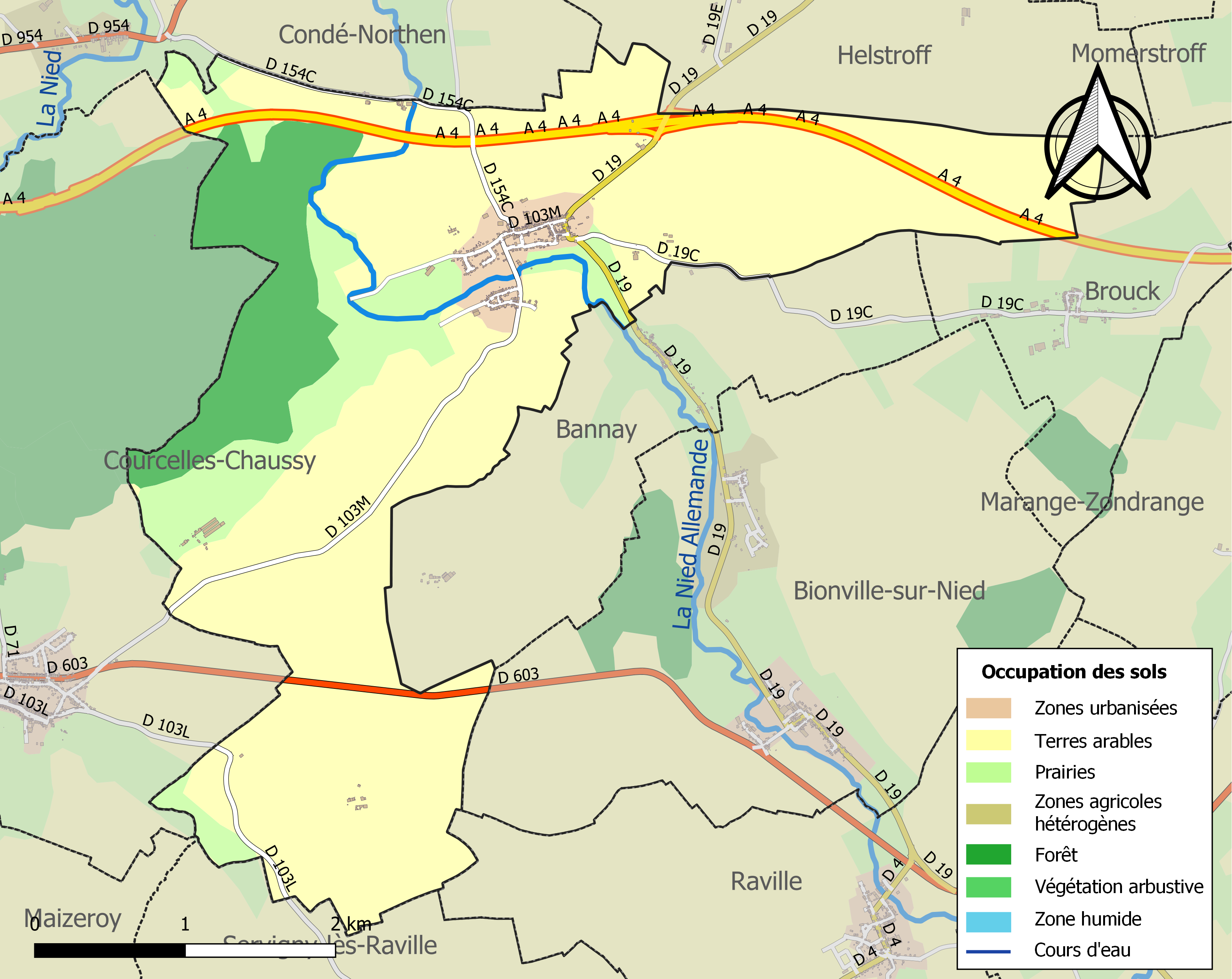
Carte des infrastructures et de l'occupation des sols de la commune en 2018 (CLC).

## Toponymie
Par arrêté du préfet de la Moselle en date du 24 février 2015, la commune de Varize prend le nom de Varize-Vaudoncourt.

### Varize
- D'un nom de personne germanique Walabildis, suivi de l'allemand kirche (église)[18]. Toponymie similaire à Wiebelskirchen.
- Wibilis Kiricha (893), Virisi (1137), Virisa (1147), Wibelkchirche (1271), Warrisse (1273), Variche (1331), Werrisse (1361), Warixe (1372), Woirixe (1444), Warize (1460), Weybelsskirchen et Warize (1594), Warize alias Wailbelskirchen (XVIe siècle), Varise alias Weiberskirchen (XVIIe siècle), Weiberkirche (XVIIe siècle), Wibelskirchen (1720), Weibelskirche (XIXe siècle), Varisse (1801), Waibelskirchen (1871-1918).
- En allemand : Weibelskirchen[19]. En francique lorrain : Wibelskirch.
- Durant le XIXe siècle, Varize était également connue au niveau postal sous l'alias de Wivers-Kirchen ou Viverschkirchen[20].

### Vaudoncourt
- Wualdonis Curtis (959), Wibelinguen (1295)[21], Waudoncourt (1300), Wiebelingen (1376), Wibelingen (1392), Wybelingen (1397), Wauldoncourt (1576), Vuadoncourt (1674), Vaudoncourt-sur-Nied (1779).
- En allemand : Wieblingen[19]. En lorrain roman : Vaudonco[19].

### Plappecourt
- Peblingen en 1430[22], Peplingen (1560), Plapecourt (1610), Palpecourt (1756), Plapecourt (1793).
- En lorrain roman : Piaippeco[19].

### Leovillers
- Leaweiller (1681), Léoviller (1772 et 1778), Léovillé (1784), Leoville (1793), Léauville (carte Cassini), Léoviller[19], Lauweilerhof (1916-18), Leoweilerhof (1941-44).
- En allemand : Lauweiler[19]. En lorrain roman : Léonvlé[19].

## Histoire
Le 21 novembre 1973, Varize et Vaudoncourt se réunissent sous le régime de fusion-association par décision du Conseil d’État. Ce régime est modifié le 6 mars 2013 en fusion simple, Vaudoncourt étant pleinement intégrée à Varize. Ce n'est qu'en février 2015, après une consultation locale, que la commune est renommée Varize-Vaudoncourt.

### Varize
Possession de l'abbaye de Sainte-Glossinde de Metz dont la seigneurie dépendait de Lorraine et de Luxembourg.
Ancien fief du duché de Lorraine et ancienne seigneurie qui sous la châtellenie de Boulay, comprenait trente-deux villages ou hameaux. Était également siège d'un archiprêtré qui dépendait de l'archidiaconé de Marsal. Varize fut archiprêtré jusqu'à la Révolution.
Fut également le siége d'une cure dépendant de l'abbaye Saint-Vincent de Metz, qui avait pour annexes Bannay, Brouck, Halling, Helstroff, Itzing, Loutremange, Macker, Morlange et Vaudoncourt.
En 1756 Varize est citée comme étant un « village de Lorraine allemande ».
De 1790 à 1801, Varize était chef-lieu d'un canton du district de Boulay qui comprenait les communes de Bannay, Bionville, Brouck, Condé-Northen, Halling, Helstroff, Landonvillers, Loutremange, Macker, Marange-Zondrange, Momerstroff, Morlange, Varize, Vaudoncourt et Volmerange.

### Vaudoncourt
Vaudoncourt est un ancien village d'Empire qui dépendait de la seigneurie de Raville. Il fut cédé à la France par l'Impératrice-Reine[Qui ?] le 16 mai 1769. Ce village fut annexe de la paroisse de Varize et fit  partie du bailliage de Boulay (coutume de Luxembourg).
La commune de Vaudoncourt fait partie du canton de Varize de 1793 à 1801 puis du canton de Pange jusqu’à son rattachement à Varize en 1973. Vaudoncourt avait pour annexes le hameau de Léoviller et la ferme de Plappecourt.

## Politique et administration
| Période                                  | Période   | Identité           | Étiquette | Qualité |
| ---------------------------------------- | --------- | ------------------ | --------- | ------- |
| mars 1983                                | mars 2001 | Bernard Colliot    |           |         |
| mars 2001                                | mars 2014 | Claude Schoumacher |           |         |
| mars 2014                                | En cours  | Franck Rogovitz    |           |         |
| Les données manquantes sont à compléter. |           |                    |           |         |

## Démographie
L'évolution du nombre d'habitants est connue à travers les recensements de la population effectués dans la commune depuis 1793. Pour les communes de moins de 10 000 habitants, une enquête de recensement portant sur toute la population est réalisée tous les cinq ans, les populations de référence des années intermédiaires étant quant à elles estimées par interpolation ou extrapolation. Pour la commune, le premier recensement exhaustif entrant dans le cadre du nouveau dispositif a été réalisé en 2005.

En 2022, la commune comptait 501 habitants, en évolution de −8,41 % par rapport à 2016 (Moselle : +0,52 %, France hors Mayotte : +2,11 %).
| 1793 | 1800 | 1806 | 1821 | 1836 | 1841 | 1861 | 1866 | 1871 |
| ---- | ---- | ---- | ---- | ---- | ---- | ---- | ---- | ---- |
| 457  | 525  | 465  | 539  | 557  | 536  | 464  | 460  | 425  |

| 1875 | 1880 | 1885 | 1890 | 1895 | 1900 | 1905 | 1910 | 1921 |
| ---- | ---- | ---- | ---- | ---- | ---- | ---- | ---- | ---- |
| 388  | 337  | 302  | 320  | 334  | 318  | 305  | 307  | 246  |

| 1926 | 1931 | 1936 | 1946 | 1954 | 1962 | 1968 | 1975 | 1982 |
| ---- | ---- | ---- | ---- | ---- | ---- | ---- | ---- | ---- |
| 253  | 234  | 205  | 184  | 205  | 216  | 212  | 281  | 371  |

| 1990 | 1999 | 2005 | 2006 | 2010 | 2015 | 2020 | 2022 | - |
| ---- | ---- | ---- | ---- | ---- | ---- | ---- | ---- | - |
| 452  | 440  | 488  | 482  | 519  | 540  | 506  | 501  | - |

### Vaudoncourt
| 1793 | 1821 | 1896 | 1906 | 1911 | 1926 | 1936 | 1946 | 1954 |
| ---- | ---- | ---- | ---- | ---- | ---- | ---- | ---- | ---- |
| 158  | 286  | 202  | 186  | 200  | 146  | 126  | 114  | 95   |

| 1962 | 1968 | - | - | - | - | - | - | - |
| ---- | ---- | - | - | - | - | - | - | - |
| 110  | 133  | - | - | - | - | - | - | - |

## Culture locale et patrimoine

### Lieux et monuments
- Passage d'une voie romaine ; emplacement d'une villa derrière le presbytère.
- Vestiges du château de Varize XIVe siècle : tour ronde près de la ferme dite la Basse Cour. Remontant certainement au XIIIe siècle, pris lors du siège de Boulay par les Messins. Reconstruit fin XVIe siècle, en 1896 la foudre en incendia la plus grande partie. Les murs restés sans toit et le grand escalier s'effondrèrent quelques années plus tard et les pierres servirent à remblayer les routes.

#### Édifices religieux
- Église Saint-Martin construite en 1733 : trois nefs 1849 ; vitraux de Maréchal XIXe siècle.
- Chapelle Notre-Dame de Vaudoncourt construite en 1849.
- Chapelle castrale de la Basse-Cour.

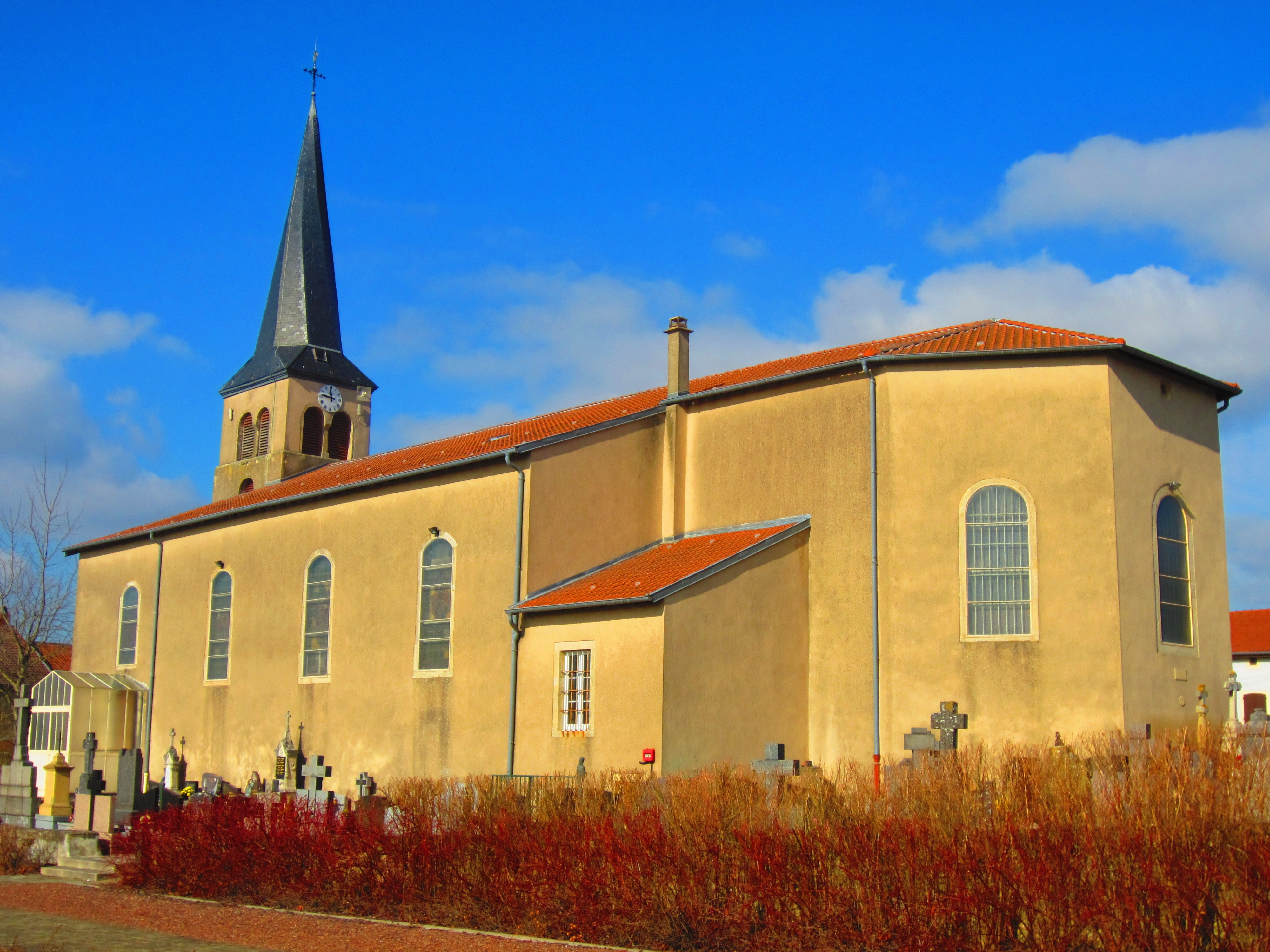
Église Saint-Martin.
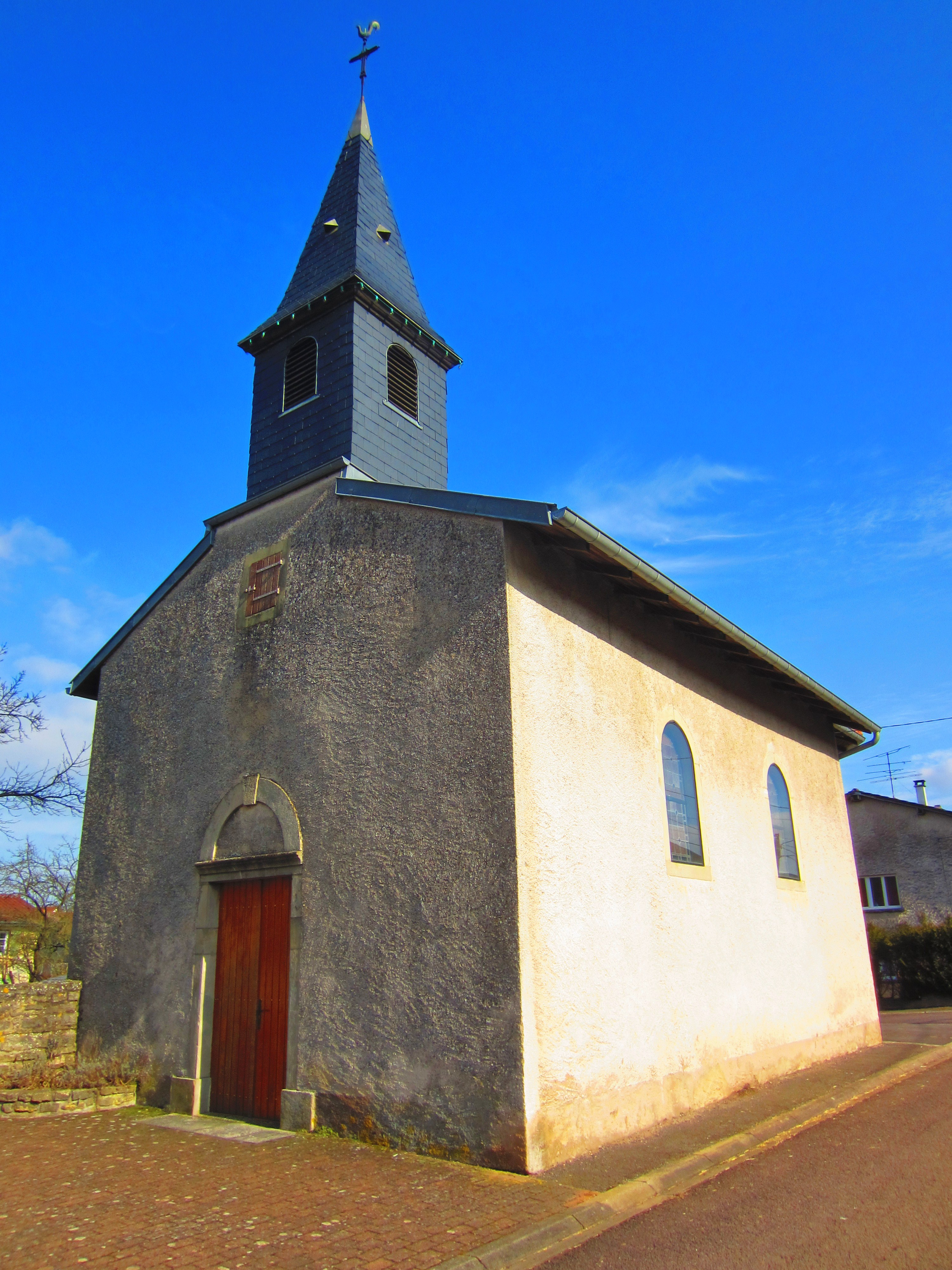
Chapelle Notre-Dame de Vaudoncourt.
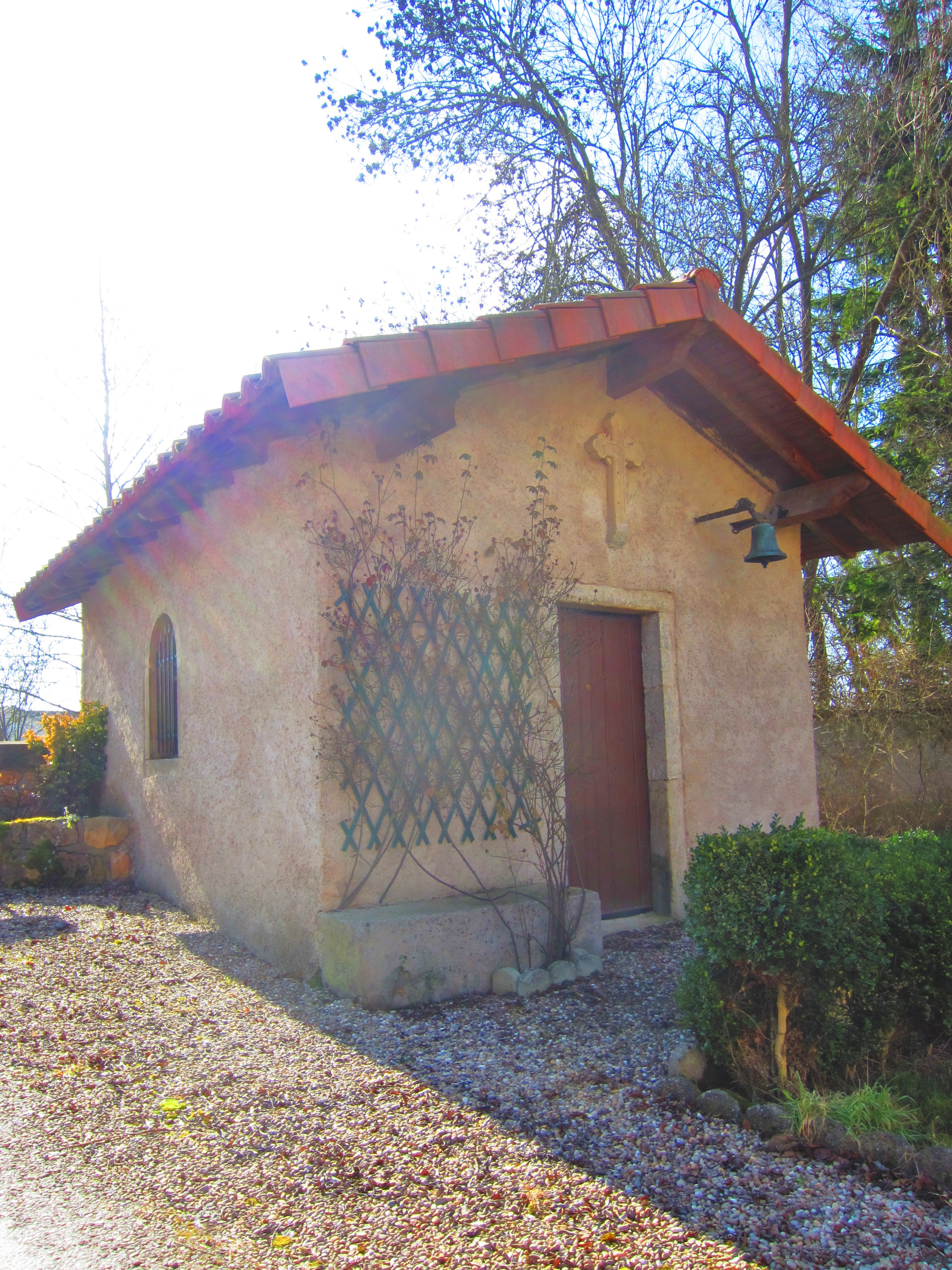
Chapelle castrale de la Basse-Cour.

### Sobriquet
- Ancien surnom sur les habitants de Varize : les Trossiads (les hargneux, les bourrus)[1].

### Personnalités liées à la commune
- Paul Abraham Giral (1766-?), homme politique né à Varize-Vaudoncourt, député de la Moselle au Conseil des Cinq-Cents.
- Clément Kieffer, peintre né dans la commune en 1881.

## Héraldique
| Blason de Varize-Vaudoncourt | Blason  | Deux écus accolés 1) De gueules à la fasce d'argent, accompagnée en chef d'une rose d'or et 2) de sinople, au pélican soutenu d’une terrasse, le tout d’argent. |
| Blason de Varize-Vaudoncourt | Détails | Le statut officiel du blason reste à déterminer. |